# Dreifaltigkeitsberg
El Dreifaltigkeitsberg (= Monte Trinidad) de una altura de 985 m s. n. m. está ubicado en el extremo suroeste de la Jura de Suabia y se eleva 350 metros por encima de la ciudad alemana Spaichingen en el valle del río Prim.